# 툐플리 스탄역
툐플리 스탄 역(러시아어: Тёплый Стан)은 모스크바 지하철 칼루시스코 리시스카야 선의 역이다. 1987년 11월 6일에 개장하였다.

## 지리
툐플리 스탄 역 프로프소유즈나야 거리와 노보야세넵스키 거리의 교차점에 위치한다.

## 같이 보기
- (러시아어) 툐플리 스탄 역 설명
- (러시아어) metro.ru
- (러시아어) news.metro.ru
- (러시아어) metrowalks.com/ru